# Castilléjar
Castilléjar – gmina w Hiszpanii, w prowincji Grenada, w Andaluzji, o powierzchni 131,4 km². W 2011 roku gmina liczyła 1564 mieszkańców.
Leży w pobliżu zbiegu rzek Rio Galera i Rio Guardal, w przybliżeniu w geograficznym centrum Altiplano de Granada.